# Österviken (sjö)
Österviken är en sjö i Finland. Den ligger i Pargas stad i landskapet Egentliga Finland, i den södra delen av landet, 140 km väster om huvudstaden Helsingfors. Österviken ligger 19 meter över havet. Arean är 10,5 hektar och strandlinjen är 1,67 kilometer lång. Sjön  ingår i Södra Skärgårdshavets avrinningsområde. 